# رالف ديفيس
رالف ديفيس (بالإنجليزية: Ralph Davis)‏ هو مدير فني أمريكي، ولد في 21 يناير 1920 في بورتلاند في الولايات المتحدة، وتوفي بنفس المكان في 14 أغسطس 2016.